# Maria Gràcia Bassa i Rocas
Maria Gràcia Bassa i Rocas (Llofriu, Baix Empordà, 1883 - Buenos Aires, Argentina, 1961), sovint coneguda amb el nom de Gràcia B. de Llorenç, va ser una poeta, periodista i traductora catalana. Al llarg de la seva vida utilitzà infinitat de noms i pseudònims per signar les seves obres (M. Gràcia Bassa, Maria G. Bassa Rocas, Gràcia o Gracieta Bassa de Llorens, Gracieta B. de Llorens, etc.), ⁣ tot i que algunes de les seves col·laboracions a revistes van aparèixer sense signatura.

## Biografia
Filla de Joan Bassa i Irene Rocas, fou mestra de Llofriu, on obrí una escola a la casa familiar, durant un temps abans de casar-se el 1907 amb Joan Llorens i Carreras, un americano de Pineda de Mar. A Llofriu, a la seva casa pairal de la família Bassa Rocas, es conserven uns grafits sobre el guix de les parets del primer pis i de les golfes, on Maria Gràcia i el seu germà Florenci deixen constància dels seus viatges. Tot seguit el matrimoni es va traslladar a l'Argentina on la família Llorens es dedicava al comerç de llanes i pells i on el 1885 havien fundat una botiga a Trenque Lauquen, província de Buenos Aires, lloc on visqué Maria Gràcia entre el 1907 i el 1918, en què, després d'un parèntesi de dos anys a Catalunya, s'instal·là definitivament a Buenos Aires.
Deixeble i col·laboradora de Rossend Serra i Pagès, s'interessà per la llengua popular i el folklore i es dedicà a recollir proses, poesies populars, dites i refranys, activitat que mantingué tota la vida fins i tot des de l'Argentina. Des del 1910 fou col·laboradora com la seva mare Irene Rocas, del Diccionari català-valencià-balear d'Antoni M. Alcover.
Des de ben jove, va col·laborar en diverses publicacions de Catalunya com ara La Crònica, de Palafrugell, o Feminal, de Barcelona i després, de l'Argentina com ara Catalunya al Plata (1909), El Correo de Cataluña (1912). Destaquen especialment les seves col·laboracions a la revista en català Ressorgiment (1916-1972) de Buenos Aires. També va participar i va ser premiada en diferents Jocs Florals. Va publicar dos reculls de poesia: Espais de llunyania i Branca Florida i va deixar inèdits diversos treballs entre els quals destaca Els camins de la Pampa argentina, on descriu amb detall costums, personatges i paisatges de la Pampa d'inicis del segle xx.
Va residir a la Pampa, on el 1928 va acollir a casa seva Francesc Macià. En aquest sentit fou força activa en les activitats dels catalans d'Amèrica.
Va tenir sis fills: Joan, Maria Montserrat, Sara, Irene, Emília i Lluís Llorens Bassa. D'aquests, en Joan Llorens Bassa fou president del Casal de Catalunya de Buenos Aires i delegat dels Jocs Florals de la Llengua catalana a l'exili, junt amb Santiago Rubió i Tudurí i Francesc Arnó. També dirigí durant molts anys el Consell de la Col·lectivitat Catalana de l'Argentina. Com la seva mare i els seus germans Florenci i Serafí, Maria Gràcia Bassa va ser simpatitzant de l'esperanto com a llengua auxiliar internacional.
El 27 de febrer de 2008 l'Ajuntament de Palafrugell va decidir dedicar un carrer de Llofriu en honor seu.
El fons documental de la poetessa es troba a l'Arxiu Municipal de Palafrugell, juntament amb la resta de documents de la seva família.

## Obres
- Esplais de llunyania (1919)
- Branca florida (1933)
- Els camins de la pampa argentina (1941) (inèdit)

Poemes presentats als Jocs Florals de Barcelona 
- Invocació (1919)
- Eucarística (1919)
- Poema. T'he seguit, Vida! (1931)
- Ecce Lignum Crucis! (1933)
- Pregària (1934)